# ジョン・ウェストレーキ

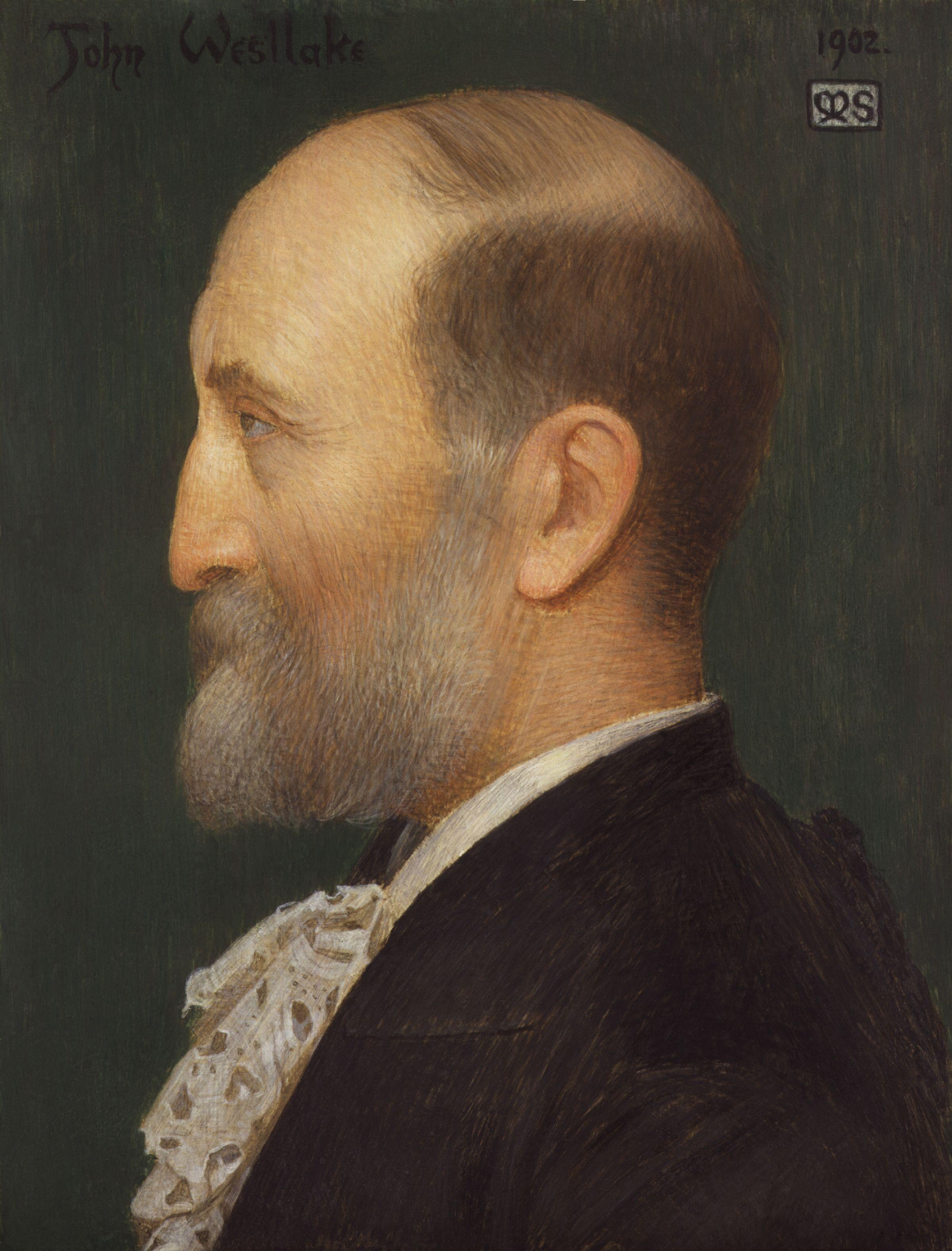

ジョン・ウェストレーク（John Westlake、1828年2月4日 - 1913年4月14日）は、イギリスの法学者。ウェストレーキとも表記される。

## 経歴
コーンウォール州出身で、ケンブリッジ大学トリニティ・カレッジを1850年に卒業し、1851年から1860年まで同カレッジのフェローを務めた。1854年にはリンカーン法曹院で弁護士資格を取得、1874年にはその幹部 (bencher) となる。1885年、エセックス州ロムフォード選挙区からに庶民院に選出され自由党議員として活動する。1888年から1908年まで、ケンブリッジ大学の国際法の教授を務め、その間、1900年から1906年までは、イギリスを代表してハーグの常設仲裁裁判所の判事となった。
ウェストレーキは、1864年に、女性参政権運動の支援者として知られた芸術家、アリス・ヘア(Alice Hare, 1842-1923) と結婚した。
1894年に、日清戦争の豊島沖海戦で、日本の巡洋艦「浪速」がイギリス船「高陞号」を撃沈した際には、国際法の専門家として日本海軍の行動に国際法上の正当性を認める見解をタイムズ紙に寄稿した。トーマス・アースキン・ホランドも同様の寄稿をしたが、こうした専門的見解により、イギリスの反日世論は沈静化した。
引退後は、コーンウォールのペンザンスに住み、庭園を残した。

## 主要著書
- A Treatise on Private International Law (1858; second edition, rewritten, 1880; fifth edition, 1912)
- Chapters on the Principles of International Law (1894)
- International Law (two volumes, 1904-07; second edition, 1910-13)

このほか、L. Oppenheimの編集による国際公法についての論文集が1914年に公刊されている。